# Ostatni bej Bałkanów
Ostatni bej Bałkanów – francuski miniserial biograficzno-historyczny.

## Opis fabuły
Film Ostatni bej Bałkanów, jest biograficzno-historyczną opowieścią o losach Zulfikara Beja, który był potomkiem władającej od 500 lat tymi terenami tureckiej linii paniczów i bejów z rodu Gorick Castle. Film powstał na motywach powieści Necati Cumali – „L’esprit des peninsules”. Opowieść o losach jednej rodziny na tle przemian społeczno-politycznych w Macedonii, na przełomie XIX i XX wieku. Począwszy od ruchów niepodległościowych, poprzez wojny bałkańskie, okupacje włoską i niemiecką, aż do czasów komunistycznych.
1. Imperium wiatru, lata 1892-1914
Film rozpoczyna się narodzinami Zulfikara, długo oczekiwanego syna Rizy Beja zarządcy majątku ziemskiego Goriçka, w krainie jezior Macedonii. W 1907 roku Zulfikar został wysłany do liceum w Salonikach, a gdy powrócił spotkał dawną miłość córkę młynarza Esmę, dziecięce uczucie przerodziło się w dziką namiętność. Zulfikar nieświadomy tego, że zaszła w ciążę porzucił ją, a ona niechcąc być "panną z dzieckiem" poślubiła Mustafę, nowego pomocnika młynarza. Gdy Riza Bej zmarł, jego zięć Orchan ogłosił się Bejem, ale w ciągu miesiąca  Orchan Bej, burmistrz Goriçki, nagle zmarł. Następnym burmistrzem Goriçki został Hikmet, syn Orchana Beja.
Do pałacu Bejów wraz z uchodźcami z Salonik, przybyła także żydówka Miriam, z którą ożenił się Zulfikar Bej. Mustafa został w armii tureckiej rozstrzelany za dezercję, a Esma samotnie wychowywała Zulfikarowego syna Rasita. W 1913 roku po przegranej Turcji w wojnach bałkańskich, Macedonia została podzielona pomiędzy Grecję, Bułgarię, Serbię i Albanię. Goriçka została włączona do Grecji. 28 czerwca 1914 roku, serbski fanatyk zastrzelił arcyksięcia Ferdynanda, a Zulfikar doczekał się narodzin oczekiwanego syna Sulejmana.
2. Synowie orła, lata 1916-1924
Podczas I wojny światowej w Macedonii przebywały wojska francuskie. W 1915 roku Zulfikar jako łącznik armii tureckiej, nie miał za wiele możliwości, aby widywać swego syna Sulejmana, a także był nieświadomy, że w pobliżu wychowywał się jego nieślubny syn Rasit. Podczas przypadkowego incydentu, Zulfikar zastrzelił żołnierza francuskiego, ale został wydany przez pomocnika kowala Mesita. We Florinie była główna kwatera armii francuskiej. W 1917 roku w Goriçce, Zulfikar został schwytany przez francuzów, ale zaraz został uwolniony przez przypadkową straganiarkę, a następnie schronił się w oddziale bandy czarnego Alego Bułgara. Za jego schwytanie wyznaczono nagrodę 800 drachm, przypadkowo Zulfikar z oddziałem złapał francuskiego prefekta. We wrześniu 1918 roku nastąpiło zawieszenie broni, a żołnierze francuscy usiłowali znaleźć Zulfikara, a gdy żona Miriam nie wydała go, zastrzelili ją. 1 listopada 1918 roku w Macedonii ogłoszono amnestię.
Po masakrach ludności greckiej w Turcji, w wyniku wojny grecko-tureckiej, w 1923 roku przeprowadzono wymianę ludności między Grecją i Turcją, z Turcji przesiedlono 1 mln Greków, a z Grecji przesiedlono 400 tys. Turków. Saliho Hani pozostała w Goriçce, a Zulfikar wyjechał do Korczy w Albanii. W 1923 roku Zulfikar otrzymał od premiera Zoga, misję obrony granic Albanii przed grekami. Podczas patrolu Zulfikar spotkał greckich bojowników, którzy napadli na młyn i zastrzelili młynarza. Zulfikar zabrał Esmę i syna Rasita do własnego domu w Korczy. Esma przejęła pobliską tkalnię, w której zatrudniła inne kobiety.
W domu Zulfikara złożył wizytę przedstawiciel opozycji politycznej, biskup prawosławny Fan Noli, usiłując go namówić do współpracy z opozycją. Zulfikar został wybrany na posła do parlamentu w Tiranie, gdzie podczas pierwszej sesji był zamach na Zoga, który zbiegł z kraju, a rządy przejął Fan Noli. W Goriçce zmarła Saliho Hani, a majątek i opiekę nad Sulejmanem, przejął burmistrz Hikmet. Zulfikar zabrał syna Sulejmana do Korczy, gdzie w drodze mu powiedział że: przez górali Albania jest nazywana Krainą Synów Orła. Po dziecięcym incydencie z Rasitem, Sulejman potajemnie uciekł do Goriçki.
3. Czerwony towarzysz, lata 1924-1943
Po dziecięcy incydencie z Rasitem, Sulejman uciekł konno do Goriçki. Zog w przysłanym liście prosił Zulfikara o wsparcie. Zulfikar udał się do rezydencji Fan Nolego przekonując go do odejścia, a po wejściu Zog mianował go pułkownikiem. W 1928 roku Zog został królem Albanii jako Zog I. Rasit jako uczeń liceum został zapoznany z systemem komunistycznym, a gdy został aresztowany, Zulfikar interweniował o jego uwolnienie u Króla Zoga. Zulfikar był przeciwny sojuszowi Albanii z Włochami. Sulejman poślubił Pembe. W 1939 roku Król Zog I uciekł do Grecji, a Włosi zajęli Albanię.
W maju 1939 roku nastąpiła mobilizacja w Grecji i Sulejman zaciągnął się do wojska. Po konflikcie z włoskim żołnierzem, Zulfikar został aresztowany i przez kraty bramy duchowny udzielił mu ślubu z Esmą. Po odejściu Włochów, Sulejman uwolnił Zulfikara z aresztu, a ranny Omer zmarł. W 1941 roku Niemcy zajęły Grecję, i komuniści zaczęli agitacje wśród społeczeństwa. Zulfikar wstąpił do ruchu oporu i spotkał Rasita w partyzantce komunistycznej, który rzekł, że jest „nie jest Rasitem, tylko czerwonym towarzyszem”. Zulfikar razem z Esmą uciekli z oddziału, gdy partyzanci wysadzili most. Hikmet burmistrz Goriçki został rozstrzelany razem z innymi zakładnikami. Sulejman otrzymał propozycję wyjazdu z kraju, ale odmówił. Sulejman z powodu małżeństwa z żydówką Miriam, został naznaczony Gwiazdą Dawida i w kwietniu 1943 roku wraz z małą córką Eleni został odesłany do obozu koncentracyjnego w Buchenwald.
4. Diabelskie złoto, lata 1943-1949
W 1941 roku południe Macedonii zajęli sprzymierzeńcy Niemiec: Włochy i Bułgaria. We wrześniu 1943 roku po lądowaniu aliantów na Sycylii, Włochy się poddały, a w latach 1943-1944 Albania była okupowana przez Niemców. Na terenie kraju działały oddziały partyzantki komunistycznej, w której walczył Rasit i oddziały partyzantki Króla Zoga, w której walczył Zulfikar Bej. Za sprawą zdrady przez śpiewaczkę z Monastyru, Esma wraz z innymi osobami została rozstrzelana w młynie przez Bułgarów. W listopadzie 1944 roku wyzwolono Monastyr i tłum owacyjnie witał komunistów. Podczas walk przed budynkiem Ministerstwa Wojny, Rasit wszedł i po przejrzeniu akt Mustafy, znalazł list z informacją, że jest synem Zulfikara. Enver Hoxha rozpoczął krwawe czystki, wobec przeciwników politycznych. Zulfikar został postawiony przed plutonem egzekucyjnym, ale w ostatniej chwili uniknął rozstrzelania, a wyrok zamieniono na konfiskatę majątku.
W lutym 1945 roku po konferencji w Jałcie, Bałkany zostały oddane pod wpływy sowieckie, a Grecję pozostawiono pod wpływami zachodnimi. Zulfikar został wcielony do pracy w Spółdzielni Produkcyjnej. Sulejman powrócił z obozu koncentracyjnego w Buchenwaldzie i narodził się mu syn. Sulejman w porozumieniu z Tadisem prowadził kampanię wyborczą przeciw komunistom. Jego żona Pembe, zwolenniczka komunistów, po kłótni z Sulejmanem, uciekła z dzieckiem do znajomego Dymitra w oddziale partyzantów greckich. Natomiast Zulfikar zaprzyjaźnił się z przybyłą z Jugosławii traktorzystką Verą. W 1948 roku za sprawą Pembe, w Salonikach Tadis został porwany do Jugosławii przez partyzantów greckich. Zulfikar wezwany przez Rasita, przekazał porywaczom okup w sztabkach złota i uwolnił Tadisa. W 1948 roku Józef Tito został potępiony i Stalin zerwał współpracę z Jugosławią. Zulfikar z Verą uciekli do Goriçki, ale Sulejman ich nie przyjął. Gdy wracali do Albanii, zostali zatrzymani przez oddział wojskowy. Podczas przesłuchanie przez Rasita, Zulfikar niewinnie oskarżony o przywłaszczenie sztabek złota, popełnił samobójstwo wyskakując przez okno. Film kończy się tym jak porywacze Tadisa zostali rozstrzelani, a Tadis rozstrzelał Pembe i trzymając na rękach jej małego syna rzekł: „...jesteś ostatni bej bałkanów”.

## Obsada
- Arnaud Binard – Zulfikar Bej (syn Rizy Beja i Saliho Hani).
- Bogumil Atanasov – Riza Bej (ojciec Zulfikara).
- Michaёl Cohen – Sulejman (syn Zulfikara Beja i Miriam).
- Stratos Tzortzoglou – Takis (znajomy grek z Salonok).
- Candela Fernández –Miriam (żydówka z Salonik, żona Zulfikara Beja).
- Michalis Giannatos – Chevket.
- Mathieu Delarive – Rasit (nieślubny syn Zulfikara i Esmy).
- Maria Kavardjikova – Saliho Hanim (żona Rizy Beja, matka córki Renze i syna Zulfikara Beja).
- Marios Jordanou – Dymitr (komunista, partyzant).
- Eva De Luis – Vera (traktorzystka, komunistka).
- Yargus Chraniolis – Mustafa (służący w majątku Bejów i u młynarza).
- Iwan Petrushinov – Jakub Aga (młynarz w Biliste, ojciec Esmy).
- Naho Fresneda – Dino Rispoli.
- Xari Lite – Dusan (żołnierz jugosłowiański)  .
- Tasos Noussias – Zog (Król Albanii).
- Melissandre Meertens – Esma (córka młynarza z Biliste, żona Mustafy, a później druga żona Zulfikara).
- Vangelis Rokkos – Hikmet (burmistrz Goriçki, syn Orchana Beja i Remze).
- Svetoslav Kamenov – Młody Rasit.
- Constantina Alimonou – Andzelika (żona Hikmeta).
- Marilita Lambropolulou – Pembe (żona Sulejmana, córka Hikmeta).
- Petya Silyanova – Hamza.
- Tzvetan Alexiev – Halil.
- Julette Fleur – Młoda Esma.
- Sylvia Lultchev – Osanna.
- Petyr Popjordanow – Enver Hoxha.
- Ignasi Vidal – Necit Kahya.
- Michael Cohen – Sulejman dorosły.
- Nikolai Urunov – Orchan Bej (mąż Remze i zięć Rizy Beja).
- Aleksander Aleksiev – Młody Zulfikar Bej.
- Eleni Filinv
- Aleksander Sano – Omer (syn Hikmeta).